# 마가와

PDSA의 금메달을 목에 건 마가와

마가와(Magawa, 2013년 11월 25일 - 2022년 1월 11일)는 탄자니아에서 태어난 감비아도깨비쥐이다. 몸길이 70 cm, 몸무게 1.23 Kg으로 지뢰 탐지 훈련을 받아 캄보디아 시엠레아프에서 활동하였다. 바나나와 땅콩을 좋아한다.

## 대인 지뢰 탐지
마가와는 벨기에의 비정부기구인 APOPO(네덜란드어: Anti-Persoonsmijnen Ontmijnende Product Ontwikkeling, 대인 지뢰 제거 개발)에서 대인 지뢰를 탐지하도록 훈련하여 2016년 캄보디아에 파견되었다. 캄보디아는 베트남 전쟁과 캄보디아 내전 동안 수 없이 많은 대인 지뢰가 묻혔고 전쟁이 끝난 뒤로도 계속 민간인이 희생되어 왔다. 캄보디아 정부가 발표한 대인 지뢰에 의한 민간인 사상자 수는 2020년 기준 6만4천853 명 이었다. 계속되는 피해로 캄보디아 정부는 지뢰 제거에 세계에서 가장 많은 인력을 투입하여 지뢰를 제거하고 있다. 사람이 지뢰를 탐지하려면 금속탐지기를 사용하여 조심 조심 지뢰를 찾아야 한다.
마가와는 테니스 경기장 크기의 땅을 30분만에 탐색하여 그 어떤 방법 보다 빠르게 지뢰를 탐지할 수 있다. 같은 크기의 땅을 사람이 탐색하면 4일 정도 걸린다. 마가와는 지뢰를 탐지하면 등줄로 연결된 사람에게 신호를 보낸다. 신호를 받은 사람은 지뢰의 정확한 위치를 표시하고 그 뒤 폭발물 제거팀이 지뢰를 제거한다. 마가와는 5년 동안 141,000 m2를 탐색하여 39 개의 대인 지뢰와 28개의 불발탄을 찾아냈다.

## 금메달
영국의 동물 보호 단체 PDSA는 마가와의 업적을 기리기 위해 금메달을 수여하였다. Apopo의 이사장 크리스토프 콕스는 언론과의 인터뷰에서 마가와의 금메달이 더할 수 없는 영광이라고 밝혔다. 메달에는 "용감하고 헌신적으로 임무를 수행한 동물을 위해"라는 문구가 적혀있다.

## 은퇴

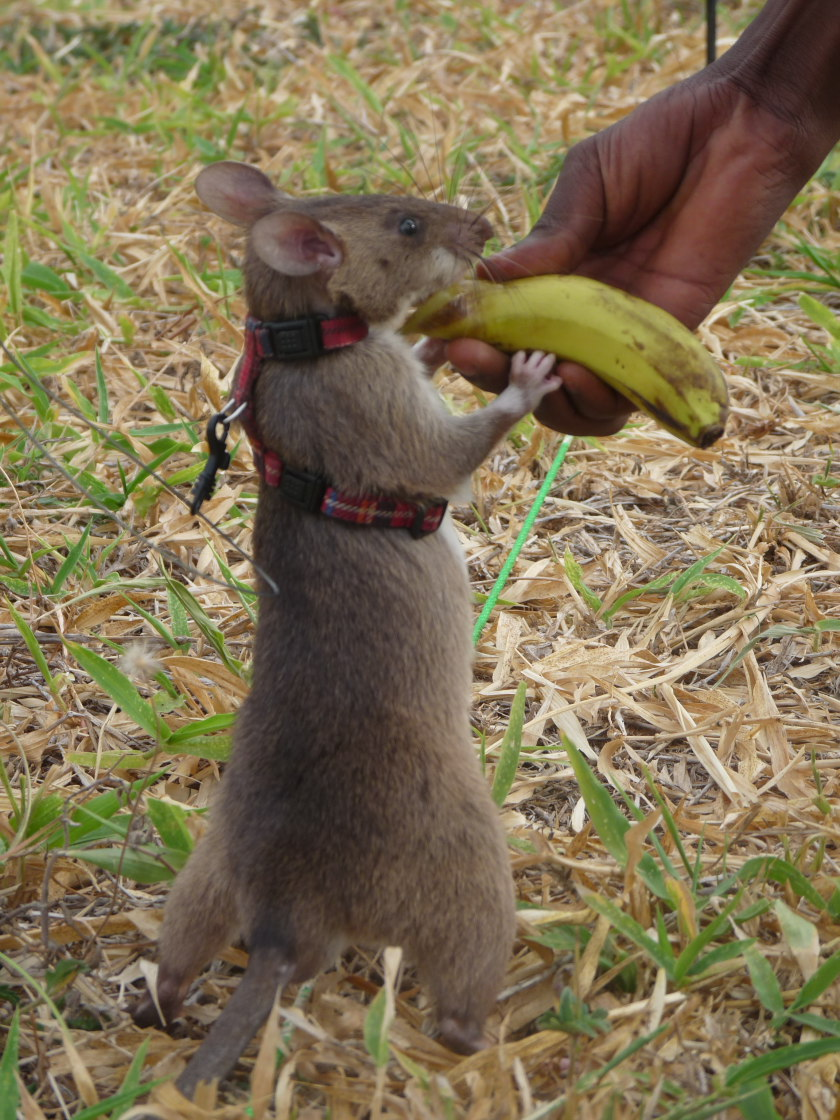
지뢰 탐지 훈련의 보상으로 바나나를 받는 감비아도깨비쥐

마가와는 2021년 6월 3일 은퇴하였다. 금메달을 받은 이후로도 계속 지뢰를 탐지하여 활동 기간 동안 225,000 m2에서 71 개의 대인 지뢰와 38 개의 불발탄을 찾았다. 마가와는 아직 건강하지만 나이가 듦에 따라 행동이 느려져 은퇴가 결정되었다. 감비아도깨비쥐의 평균적인 수명은 8년이다.
Apopo는 2021년 3월 20 마리의 감비아도깨비쥐를 새로 캄보디아에 파견하였다.

## 영향
대한민국 역시 많은 지뢰가 매설되어 있다. Apopo는 대한민국 국방부와 지뢰 매설지역의 지방자치단체를 상대로 지뢰 탐지 쥐의 활용을 제안하고 있다.

## 같이 보기
- 지뢰